# Tennis Masters Cup 2003
In 2003 is de Tennis Masters Cup voor de eerste maal gehouden in Houston (Verenigde Staten). De Tennis Masters Cup is het tennistoernooi dat het kalenderjaar afsluit en waaraan alleen de beste acht tennissers (enkelspel en dubbelspel) van dat jaar mogen deelnemen.

## Enkelspel
De acht geplaatste spelers:

### Deelnemers
| Ranking | Speler              | Prestatie    |
| ------- | ------------------- | ------------ |
| 1.      | Andy Roddick        | Halve finale |
| 2.      | Juan Carlos Ferrero | Round Robin  |
| 3.      | Roger Federer       | Winnaar      |
| 4.      | Guillermo Coria     | Round Robin  |
| 5.      | Andre Agassi        | Runner-up    |
| 6.      | Rainer Schüttler    | Halve finale |
| 7.      | Carlos Moyá         | Round Robin  |
| 8.      | David Nalbandian    | Round Robin  |

### Rode Groep

#### Uitslagen
| Speler 1               |   | Speler 2               | Score             |
| ---------------------- | - | ---------------------- | ----------------- |
| Andy Roddick (Aus)     | - | Guillermo Coria (Arg)  | 6-3 6-7(3) 6-3    |
| Rainer Schüttler (Dui) | - | Carlos Moyà (Spa)      | 5-7 4-6           |
| Andy Roddick (VSt)     | - | Rainer Schüttler (Dui) | 6-4 6-7(4) 6-7(3) |
| Guillermo Coria (Arg)  | - | Carlos Moyà (Spa)      | 6-2 6-3           |
| Andy Roddick (VSt)     | - | Carlos Moyà (Spa)      | 6-2 3-6 6-3       |
| Guillermo Coria (Arg)  | - | Rainer Schüttler (Dui) | 3-6 6-4 2-6       |

#### Klassement
| #  | Rang | Speler                          | Gespeeld | Wedst G/V | Sets G/V |
| -- | ---- | ------------------------------- | -------- | --------- | -------- |
| 1. | 6    | Rainer Schüttler (Duitsland)    | 3        | 2 - 1     | 4 - 4    |
| 2. | 1    | Andy Roddick (Verenigde Staten) | 3        | 2 - 1     | 5 - 4    |
| 3. | 7    | Carlos Moyà (Spanje)            | 3        | 1 - 2     | 3 - 4    |
| 4. | 5    | Guillermo Coria (Argentinië)    | 3        | 1 - 2     | 3 - 4    |

Posities 1 en 2 werden bepaald door onderling duel.

### Blauwe Groep

#### Uitslagen
| Speler 1                  |   | Speler 2               | Score             |
| ------------------------- | - | ---------------------- | ----------------- |
| Juan Carlos Ferrero (Spa) | - | Roger Federer (Zwi)    | 3-6 1-6           |
| Andre Agassi (VSt)        | - | David Nalbandian (Arg) | 7-6(10) 3-6 6-4   |
| Juan Carlos Ferrero (Spa) | - | Andre Agassi (VSt)     | 6-2 3-6 4-6       |
| Roger Federer (Zwi)       | - | David Nalbandian (Arg) | 6-3 6-0           |
| Juan Carlos Ferrero (Spa) | - | David Nalbandian (Arg) | 3-6 1-6           |
| Roger Federer (Zwi)       | - | Andre Agassi (VSt)     | 6-7(3) 6-3 7-6(7) |

#### Klassement
| #  | Rang | Speler                          | Gespeeld | Wedst G/V | Sets G/V |
| -- | ---- | ------------------------------- | -------- | --------- | -------- |
| 1. | 3    | Roger Federer (Zwitserland)     | 3        | 3 - 0     | 6 - 1    |
| 2. | 4    | Andre Agassi (Verenigde Staten) | 3        | 2 - 1     | 5 - 4    |
| 3. | 8    | David Nalbandian (Argentinië)   | 3        | 1 - 2     | 3 - 4    |
| 4. | 2    | Juan Carlos Ferrero (Spanje)    | 3        | 0 - 3     | 1 - 6    |

### Halve finales
| Rainer Schüttler (Dui) | - | Andre Agassi (VSt) | 7-5, 0-6, 4-6 |
| Roger Federer (Zwi)    | - | Andy Roddick (VSt) | 7-6, 6-2      |

### Finale
| Andre Agassi (VSt) | - | Roger Federer (Zwi) | 3-6, 0-6, 4-6 |

## Dubbelspel
De acht geplaatste dubbels :

### Deelnemers
| Ranking | Spelers                        | Prestatie    |
| ------- | ------------------------------ | ------------ |
| 1.      | Bob Bryan Mike Bryan           | Winnaar      |
| 2.      | Mahesh Bhupathi Max Mirny      | Round Robin  |
| 3.      | Jonas Björkman Todd Woodbridge | Round Robin  |
| 4.      | Mark Knowles Daniel Nestor     | Halve finale |
| 5.      | Wayne Arthurs Paul Hanley      | Round Robin  |
| 6.      | Michaël Llodra Fabrice Santoro | Runners-up   |
| 7.      | Martin Damm Cyril Suk          | Round Robin  |
| 8.      | Gastón Etlis Martín Rodríguez  | Halve finale |

### Halve finales
| Bob Bryan / Mike Bryan (Verenigde Staten)        | - | Gaston Eltis / Martin Rodriguez (Argentinië) | 6-2, 6-4 |
| Mark Knowles (Bahama's) / Daniel Nestor (Canada) | - | Michaël Llodra / Fabrice Santoro (Frankrijk) | 1-6, 3-6 |

### Finale
| Bob Bryan / Mike Bryan (Verenigde Staten) | - | Michaël Llodra / Fabrice Santoro (Frankrijk) | 6-7, 6-3, 3-6, 7-6, 6-4 |